# 疾病学
疾病学（しっぺいがく、英語:diseases）は、症状、症候、病因、病態、治療、予後を研究する学問である。
解剖学や生理学はおろか組織学、生化学、病態生理学、病理学、病態学、病因学、症候学、徴候学、免疫学、薬理学、微生物学、衛生学・公衆衛生学、疫学、臨床医学といった学問の知識も必要となってくる。以下のような学問がある。
- 看護疾病学
- 眼疾病学
- 消化器疾病学
- 泌尿器疾病学
- 生殖器疾病学
- 家禽疾病学
- 鳥類疾病学
- 水生動物疾病学